# Kristina Rakočević
Kristina Rakočević (née le 13 juin 1998) est une athlète monténégrine, spécialiste du lancer du disque.

## Biographie
En 2016, elle remporte la médaille d'or du lancer du disque lors des championnats du monde juniors, à Bydgoszcz, avec la marque de 56,36 m.

## Palmarès
| Date | Compétition                       | Lieu       | Résultat | Épreuve | Marque  |
| ---- | --------------------------------- | ---------- | -------- | ------- | ------- |
| 2014 | Championnats du monde juniors     | Eugene     | 11e      | Disque  | 49,44 m |
| 2014 | Jeux olympiques de la jeunesse    | Nankin     | 4e       | Disque  | 47,55 m |
| 2015 | Jeux Européens                    | Bakou      | 1re      | Poids   | 14,85 m |
| 2015 | Jeux Européens                    | Bakou      | 2e       | Disque  | 53,91 m |
| 2015 | Championnats du monde cadets      | Cali       | 3e       | Poids   | 17,49 m |
| 2015 | Championnats du monde cadets      | Cali       | 2e       | Disque  | 51,41 m |
| 2016 | Championnats du monde juniors     | Bydgoszcz  | 1re      | Disque  | 56,36 m |
| 2017 | Championnats des Balkans          | Novi Pazar | 3e       | Disque  | 52,12 m |
| 2017 | Championnats d'Europe juniors     | Grosseto   | 3e       | Disque  | 53,56 m |
| 2018 | Jeux méditerranéens               | Tarragone  | 8e       | Disque  | 56,20 m |
| 2019 | Championnats d'Europe espoirs     | Gävle      | 6e       | Disque  | 54,43 m |
| 2019 | Championnats d'Europe par équipes | Skopje     | 2e       | Disque  | 52,88 m |
| 2019 | Championnats des Balkans          | Pravetz    | 2e       | Disque  | 52,49 m |

## Records
| Épreuve          | Performance | Lieu  | Date          |
| ---------------- | ----------- | ----- | ------------- |
| Lancer du disque | 58,30 m     | Split | 16 avril 2016 |